# Aston Martin DB12
La Aston Martin DB12 è una autovettura sportiva con carrozzeria coupé prodotta dalla casa automobilistica inglese Aston Martin dal 2023 per rimpiazzare la DB11.

## Debutto e contesto

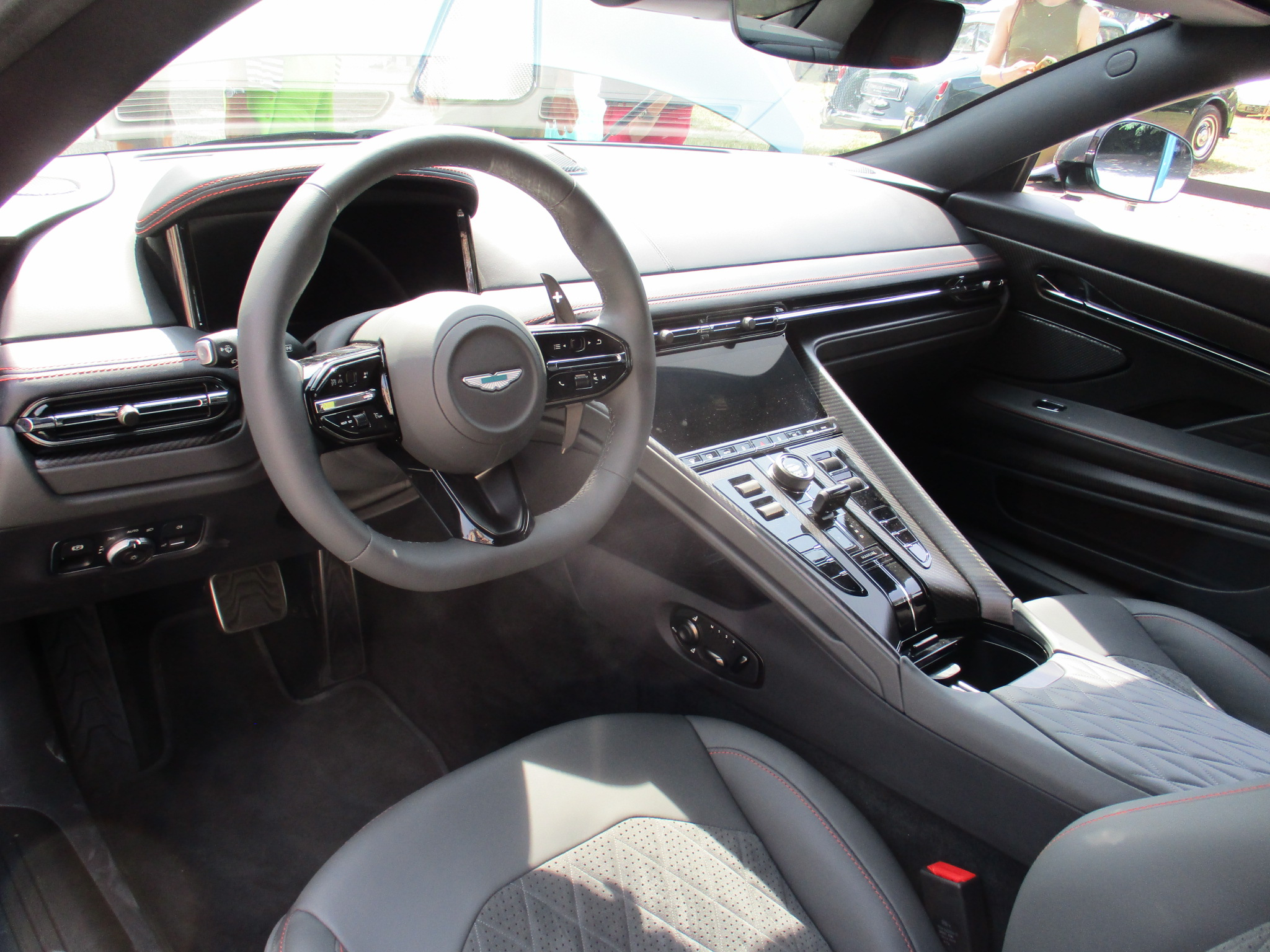
Interni

Ha debuttato ufficialmente in pubblico il 24 maggio 2023 al Festival di Cannes. La DB12 è anche la prima vettura Aston Martin ad avere il nuovo logo del marchio.
La vettura rispetto alla DB11, del quale rappresentante una profonda evoluzione con circa 80% delle componenti inedite, ha una griglia del radiatore più grande, carreggiate più larghe e nuovi fari anteriori e posteriori a LED. Dispone inoltre di interni totalmente ridisegnati e di un nuovo sistema di infotainment proprietario, che può supportare Apple CarPlay e Android Auto.
Inoltre rispetto alla DB11 è più leggera e bilanciata, pesando 1685 kg con una distribuzione 48% all’anteriore e 52% al posteriore. Nuovi sono le sospensioni, gli ammortizzatori a controllo elettronico Bilstein e il differenziale autobloccante elettronico. Oggetto di modifiche anche il telaio, che grazie ad una serie di rinforzi nella scocca ha incrementato la rigidità torsionale del +7% rispetto alla DB11.

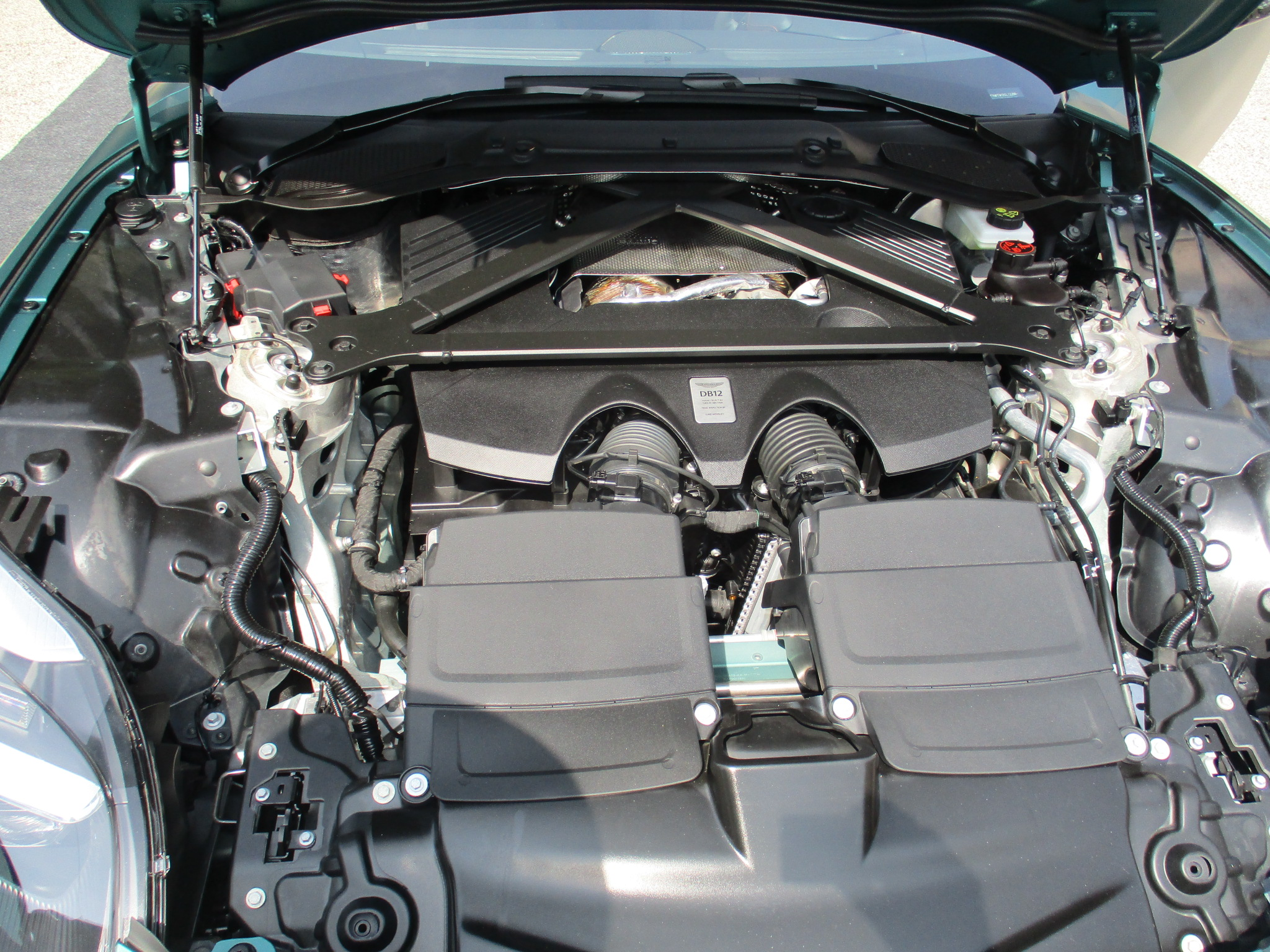
Motore

## Caratteristiche e versioni

### DB12 V8
Al debutto la DB12 è dotato di un motore V8 biturbo di origine Mercedes-AMG M177 da 4,0 litri con una potenza di 680 CV e 800 Nm di coppia. L'aumento delle prestazioni è ottenuto grazie a una compressione ottimizzata, nuovi turbocompressori più grandi e un sistema di raffreddamento migliorato. La DB12 accelera da 0 a 100 km/h con partenza da fermo in 3,6 secondi e raggiunge una velocità massima di 202 mph (325 km/h). Il motore è abbinato al cambio automatico ZF a otto rapporti e alla trazione posteriore.
Il motore a dodici cilindri da 5,2 litri del modello precedente non è più disponibile.

### DB12 Volante
Aston Martin ha presentato la versione cabrio chiamata DB12 Volante il 14 agosto 2023. Il tetto della Volante è costituito da una capote in tessuto a otto strati che può aprirsi in 14 secondi e chiudersi in 16 secondi, ad velocità  massima di 50 km/h. La DB12 Volante ha una rigidità torsionale migliore del 5% rispetto alla DB11 Volante e accelera da 0–100 km/h in 3,7 secondi e ha la stessa velocità massima della coupé di 325 km/h.